# Odontopera fuscilinea
Odontopera fuscilinea är en fjärilsart som beskrevs av George Francis Hampson 1907. Odontopera fuscilinea ingår i släktet Odontopera och familjen mätare. Inga underarter finns listade i Catalogue of Life.